# Kakata
Kakata è una città della Liberia, capoluogo della contea di Margibi.